# Norman Brown (gitarist)
Norman Brown (Shreveport (Louisiana), 18 december 1970) is een Amerikaanse jazzgitarist.

## Biografie
Norman Brown groeide op in Kansas City (Kansas). Hij begon met gitaar spelen op 8-jarige leeftijd en werd voornamelijk beïnvloed door Jimi Hendrix en later door een idool van zijn vader, Wes Montgomery. Na de middelbare school ging hij naar Los Angeles om te studeren aan het Musicians Institute. Hij verbleef een paar jaar op het instituut en gaf daar later les, terwijl hij tegelijkertijd in lokale clubs speelde en daar werd ontdekt voor het label MoJazz, een dochteronderneming van Motown Records, vanwege zijn muzikale band met George Benson en kreeg een platencontract. In 1992 bracht MoJazz zijn debuutalbum Just Between Us uit, gevolgd door After The Storm in 1994 en Better Days Ahead in 1996. After The Storm was de eerste grote hit van de muzikant en Better Days Ahead won in 1997 de American Jazz Award.
Voor het album Celebrations verhuisde Brown in 1999 naar Warner Bros. Records, waar hij voor het eerst samenwerkte met producent Paul Brown. In 2002 kwam hier ook het album Just Chillin'  uit, waarvoor hij in 2003 de Grammy Award voor «Best Pop Instrumental Album» ontving, waarvoor ook Kenny G, Boney James, John Tesh en saxofonist Kirk Whalum waren genomineerd. Met deze laatste en trompettist Rick Braun richtte hij in 2002 de jazzband Brown-Whalum-Braun (BWB) op en bracht hij het album Groovin'  uit. In 2004 werd West Coast Coolin'  uitgebracht als vervolgalbum op zijn Grammy-succes, waarin hij ook voor het eerst zong. Een jaar later volgde de compilatie The Very Best of Norman Brown, een van de meest succesvolle smooth jazzalbums van het jaar. In 2007 volgde Stay With Me en het album Sending My Love, dat in 2010 uitkwam, verscheen bij Peak Records. Het laatste album 24/7, dat hij samen met Gerald Albright uitbracht in 2012, werd uitgebracht door Heads Up International, evenals het tweede BWB-album Human Nature. Norman Brown moet niet worden verward met de gelijknamige jazzgitarist, die werd geboren eind jaren dertig en o.a. speelde met Louis Armstrong en het Count Basie Orchestra.

## Discografie
Als soloartiest
- 1992: Just Between Us (Motown/MoJazz)
- 1994: After The Storm (Motown/MoJazz)
- 1996: Better Days Ahead (Motown/MoJazz)
- 1999: Celebration (Warner Bros. Records)
- 2002: Just Chillin'  (Warner Bros. Records)
- 2004: West Coast Coolin'  (Warner Bros. Records)
- 2007: Stay With Me (Peak Records)
- 2010: Sending My Love (Peak Records)
- 2012: 24/7 met Gerald Albright (Heads Up International)
- 2017: Let It Go (Shanachie)
- 2019: Highest Act Of Love (Shanachie)
- 2020: Heart To Heart (Shanachie)
- 2022: Let's Get Away (Shanachie)

Met Brown-Whalum-Braun (BWB; Norman Brown / Kirk Whalum / Rick Braun)
- 2002: Groovin'  (Warner Bros. Records)
- 2013: Human Nature (Heads Up International)
- 2016: BWB (Mack Avenue)

- Bibliothèque nationale de France: cb14003046r (data)
- CiNii: DA16766484
- Gemeinsame Normdatei: 134785851
- International Standard Name Identifier: 0000 0000 5517 0681
- Library of Congress Control Number: n92095896
- MusicBrainz: 92fe3bef-fa69-4595-96ed-6d485f5546ea
- Nederlandse Thesaurus van Auteursnamen: 074942565
- Virtual International Authority File: 32194735
- WorldCat: E39PBJyrVH6PBT7QQ79QWXXKh3